# Chile en los Juegos Olímpicos de Amberes 1920
La participación de Chile en los Juegos Olímpicos de Amberes 1920 fue la tercera actuación olímpica de ese país. La delegación chilena estuvo compuesta de dos deportistas, ambos hombres, que compitieron en dos eventos de atletismo. Arturo Medina fue el portaestandarte de la bandera chilena.
El equipo olímpico chileno no obtuvo ninguna medalla y tampoco se adjudicó diplomas olímpicos (puestos premiados). El mejor resultado de la delegación chilena fue el decimosexto puesto de Arturo Medina en la clasificatoria del lanzamiento de jabalina.

## Atletismo
Eventos de carrera
| Atleta        | Evento  | Final     | Final |
| Atleta        | Evento  | Resultado | Lugar |
| ------------- | ------- | --------- | ----- |
| Juan Jorquera | Maratón | 3:17:47.0 | 33°   |

Eventos de lanzamiento
| Atleta        | Evento                  | Clasificatorias | Clasificatorias | Final     | Final     |
| Atleta        | Evento                  | Resultado       | Lugar           | Resultado | Lugar     |
| ------------- | ----------------------- | --------------- | --------------- | --------- | --------- |
| Arturo Medina | Lanzamiento de jabalina | 43.9            | 16°             | No avanzó | No avanzó |